# Hamburger LSV
Der Hamburger Leistungssport-Verein (HLSV) aus der Hansestadt Hamburg bestand von März bis November 1991. Die Volleyballmannschaft nahm in der Saison 1991/92 bis zur Auflösung am Spielbetrieb der Volleyball-Bundesliga teil.

## Geschichte
Die Vereinsgründung erfolgte am 19. März 1991, als die Eishockey-, Karate- und Volleyballabteilungen des Hamburger SV in den HLSV ausgegliedert wurden, um die Vermarktungsmöglichkeiten der Sportarten zu verbessern. Die HSV-Oberligamannschaften in den Sportarten Eishockey und Karate traten formal allerdings nicht dem neuen Verein bei. HLSV-Vorsitzender und ebenfalls Geschäftsführer der als Betriebsgesellschaft eingerichteten Leistungssport GmbH wurde Günter Seipp, der zuvor beim Hamburger SV Manager der Volleyball-Damen sowie gleichzeitig stellvertretender HSV-Vorsitzender war. Gründungsmitglieder des HLSV neben Seipp waren Hans-Werner Ketelsen, Jens von Leesen, Lutz Lossien, Thomas Luth, Reinhardt Niemeyer und Norbert Paschke. Am 22. Mai 1991 überließ der HSV die Leistungssport GmbH dem HLSV für einen Preis von 1 DM. Am 23. Mai 1991 schlossen der Hamburger LSV und der Hamburger SV einen Vertrag, in dem der HSV dem HLSV Hilfe bei der Schaffung von Strukturen sowie bei der Bestreitung der Wirtschaftlichkeit zusicherte. Das sollte durch „einen existenzsichernden Zuschuß“ erfolgen: Am 1. Juli 1991 ging der HSV die Verpflichtung ein, den HLSV innerhalb von drei Jahren mit einem Betrag von insgesamt 600 000 D-Mark zu unterstützen. Der HLSV verfügte in seiner Geschäftsstelle in Hamburg-Wandsbek über fünf hauptamtlich Beschäftigte und wies laut Hamburger Abendblatt einen Haushalt von 2,3 Millionen D-Mark auf.
Die erste vom HSV gezahlte Teilsumme sowie Werbeeinnahmen des HLSV genügten nicht, um Zahlungsschwierigkeiten zu verhindern, die Anfang Oktober 1991 in der Öffentlichkeit bekannt wurden. Zu diesem Zeitpunkt waren die Gehälter der HLSV-Sportler für den Monat September 1991 ausstehend. Dringlichkeitsbemühungen, unter anderem auf Vermittlung des Hamburger Bürgermeisters Henning Voscherau, Unternehmen als Geldgeber für den HLSV zu gewinnen, schlugen fehl. Hans Manhard Gerber, Schatzmeister des Hamburger SV, bezeichnete den HLSV im Oktober 1991 als „Faß ohne Boden“. Mitte Oktober 1991 meldete die HLSV-Betriebsgesellschaft (Leistungssport GmbH) Konkurs an. Ende November 1991 fand die erste und zugleich letzte Mitgliederversammlung in der Vereinsgeschichte statt.
Die Volleyballmannschaft gehörte als Nachfolger des Hamburger SV in der Saison 1991/92 zum Teilnehmerfeld der Volleyball-Bundesliga. Die Heimspiele wurden in der Sporthalle Wandsbek ausgetragen, Trainer der Mannschaft war Michael Mücke, bekannte Spieler waren Frank Mackerodt, Jörg Ahmann, Christian Voß und Dirk Oldenburg. Die Volleyballmannschaft ging nach der Pleite des HLSV in den neugegründeten Verein 1. VC Hamburg über.
Mangels Masse wurde seitens des Hamburger Amtsgerichts laut Beschluss im Dezember 1991 kein Konkursverfahren gegen die Leistungssport GmbH eingeleitet.